# Peltigera praetextata
Peltigera praetextata auch als Schuppen-Hundsflechte bezeichnet, ist eine blattförmige Flechte mit Blaualgen (Cyanobakterien) als Algenpartner.

## Beschreibung
Die kräftigen Lappen der oft über 20 cm großen Flechte sind auf der Fläche sehr feinfilzig-matt und am Rand schwach bereift. Im trockenen Zustand ist sie von graubrauner Farbe. Feucht färbt sie sich dunkelgrau bis fast schwarz – charakteristisch für Flechten mit Cyanobakterien (Blaualgen) als Partner.  Ebenfalls charakteristisch ist das Auftreten sogenannter Wundisidien, schuppiger Auswüchse, die sich an den Rändern und an Rissen auf der Fläche des Flechtenlagers bilden. Die Unterseite ist weiß mit deutlichen braunen Adern und auffallenden, weißen Rhizinen, mit denen die Flechte auf ihrer Unterlage haftet. An den schmalen, aufsteigenden Enden der Lappen bilden sich bis 6 mm lange, rotbraune Apothecien.

## Standort und Verbreitung
Die Flechte ist an schattigen feuchten Stellen auf morschen Baumstümpfen und auf bemoostem Untergrund verbreitet.
Diese Flechtenart ist weit verbreitet: es liegen Funde aus Europa, Nordamerika und Australien vor.
Sie gilt als sehr gefährdet, so wird sie etwa in der Roten Liste gefährdeter Flechten in Österreich aufgeführt. Ebenso in Sachsen-Anhalt, wo sie in der höchsten Gefährdungsstufe geführt wird

## Curiosa

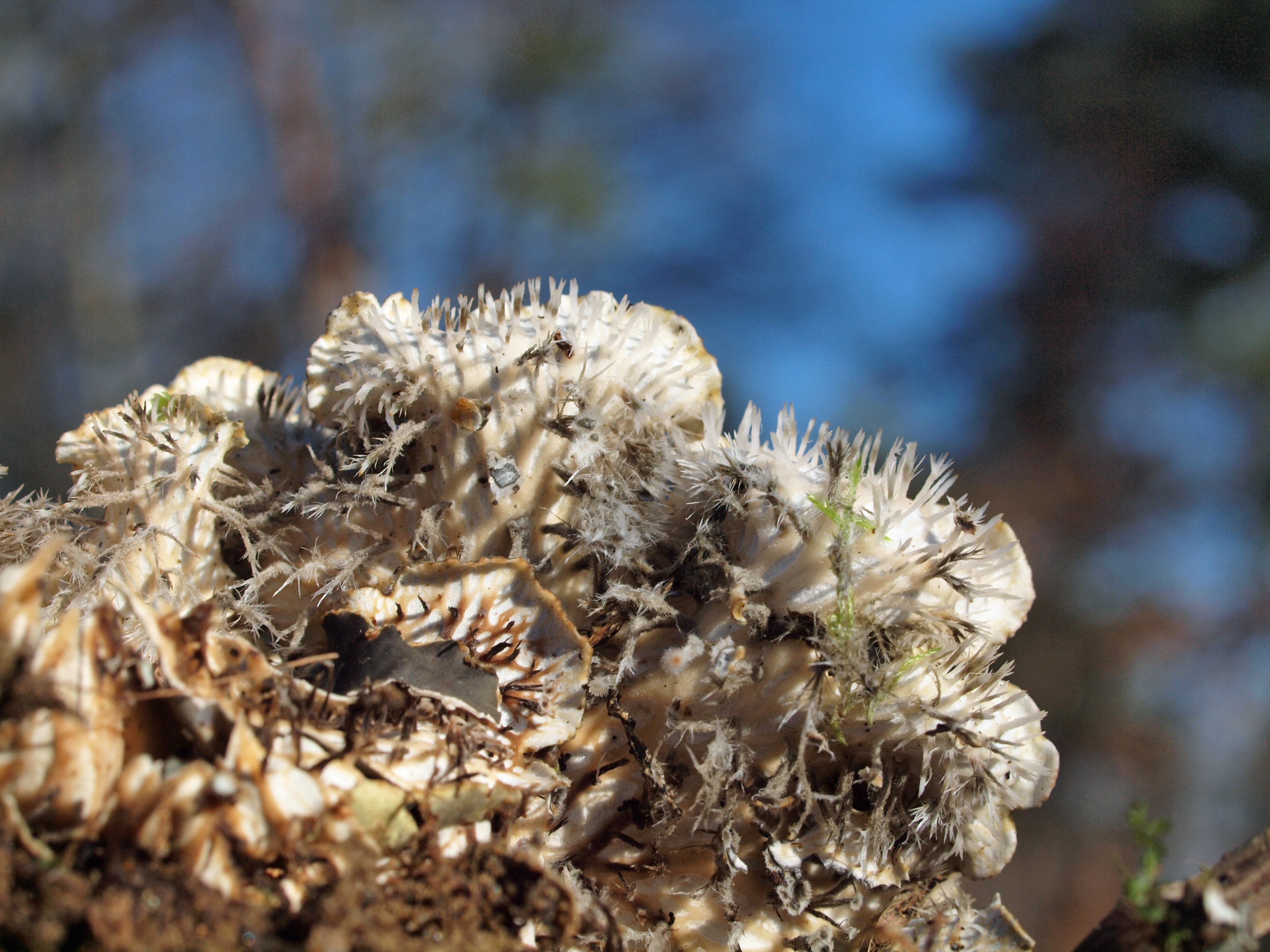
Unterseite der Schuppen-Hundsflechte mit Rhizinen

Die Schuppen-Hundsflechte war früher als Herba musci canini oder Hepaticae terrestri offizinell als Mittel gegen die Tollwut. Schon 1777 berichtet  Lightfoot, dass die Hundsflechte eingenommen mit warmer Kuhmilch und schwarzem Pfeffer die Tollwut heilt. Offenbar haben die Rhizine, die Hundszähnen ähneln,  die Leute zu diesem Glauben gebracht. Daraus leitet sich auch der Name Schuppen-Hundsflechte  ab.